# サトウタツヤ
サトウ タツヤ（本名：佐藤 達哉、さとう たつや、1962年6月27日 - ）は、日本の心理学者、立命館大学教授。学位は、博士（文学）。専攻は社会心理学、心理学史。
著書・講演等では、多くの場合「サトウタツヤ」と表記する。

## 人物
神奈川県出身。神奈川県立湘南高等学校、東京都立大学人文学部卒業。同大学院博士課程退学。東京都立大学助手、1994年に福島大学行政社会学部助教授、1997年度に文部省内地研究員。2001年4月立命館大学文学部助教授に着任する。その後、応用社会心理学・心理学史担当として、2006年立命館大学文学部教授、のちに立命館大学総合心理学部教授。2012年4月から立命館大学研究部長、立命館大学立命館グローバルイノベーション機構、2013年3月まで立命館大学衣笠総合研究機構長、2021年4月からは立命館大学総合心理学部長を務める。専門は応用社会心理学と心理学史。
都立大学大学院の同級生である渡邊芳之と共に心理学的概念およびその測定に疑問を呈す。知能検査やその結果表示法である知能指数への批判的アルケオロジーとして『知能指数』を刊行した。
血液型と性格の関係に懐疑的な立場で一連の論文や著作を発表している。心理学を批判的に見直すために心理学史の研究に携わる。
『日本心理学会75年史』にも編集委員として携わる。
クラーク大学教授・ヤーン＝ヴァルシナーと共に質的研究の方法論である複線径路等至性モデルを開発した。
筆名・通称名として著書・論文・学会発表等では氏名をサトウタツヤとカタカナ表記にしている場合が増えている。立命館大学では対人援助学の研究、GCOE生存学創成拠点に参加し、狭い意味での心理学にこだわらずに様々な現場における人間の活動　(Life＝生・生活・人生・生存)　に関する研究を行っている。前職の福島大学助教授の関係で、福島の復興支援にも関わる。
最近は、TEM（複線径路等至性アプローチ）を用いた質的研究が広く普及しており、TEMに関する第一人者となっている。
サトウは、人が根拠も無く信じていることを、違うと捉える"神話の崩壊"が仕事と答える。
講演活動も多い。2017年3月7日、日本心理学ワークショップにおいて、「若手心理学者が考える新たな心理学研究法：質的／量的アプローチの垣根を超えるチャレンジ」のテーマで講演した。大阪府危険物安全協会、平成27年度安全研修会において「コミュニケーションの心理学」のテーマで講演した。2016年11月13日、稲盛財団主催の「京都賞 RITA フォーラム」において、出演者4名マーサ・クレイヴン・ヌスバウム、後藤玲子、サトウタツヤ、渡辺公三）のうちの1名として登壇した。2007年3月21日、「心理療法におけるエビデンスとナラティヴ：招待講演とシンポジウム」において「機能主義と文脈主義からみた新しい心理療法の時代の行動療法とナラティヴ：その歴史と展開」のテーマで講演した。

## 著作リスト

### 単著
- 『知能指数』（講談社現代新書 1997年）
- 『日本における心理学の受容と展開』（北大路書房, 2002年）
- 『IQを問う 知能指数の問題と展開』サトウタツヤ ブレーン出版　2006
- 『方法としての心理学史 心理学を語り直す』サトウタツヤ 新曜社　2011
- 『学融とモード論の心理学 人文社会科学における学問融合をめざして』サトウタツヤ 新曜社　2012
- 『質的心理学の展望』新曜社  2013
- 『心理学の名著30』2015 ちくま新書

### 共著
- （渡邊芳之）『オール・ザット・血液型――血液型カルチャー・スクラップ・ブック』（コスモの本, 1996年）
- （渡邊芳之）『図解心理学のことが面白いほどわかる本――本当のことがホントにわかる！』（中経出版, 2000年）
  - この書は『유쾌한 심리학』としてハングル訳された。

- （渡邊芳之・尾見康博）『心理学論の誕生――「心理学」のフィールドワーク』（北大路書房, 2000年）
- （高砂美樹）『流れを読む心理学史――世界と日本の心理学』（有斐閣, 2003年）
- 『「モード性格」論 心理学のかしこい使い方』渡辺芳之 紀伊國屋書店　2005年　「あなたはなぜ変われないのか」ちくま文庫
- 『グラフィック性格心理学』戸田まり,サトウタツヤ,伊藤美奈子共著　サイエンス社　2005
- 『心理学・入門 心理学はこんなに面白い』サトウタツヤ,渡邊芳之著　2011　有斐閣アルマ

### 編著
- 『心理学史の新しいかたち』（誠信書房, 2005年）
- 『ボトムアップな人間関係 心理・教育・福祉・環境・社会の12の現場から』サトウタツヤ編　東信堂　2007　未来を拓く人文・社会科学シリーズ
- 『TEMではじめる質的研究 時間とプロセスを扱う研究をめざして』サトウタツヤ編著　誠信書房　2009

### 共編著
- （詫摩武俊）『血液型と性格――その史的展開と現在の問題』（至文堂, 1994年）
- （溝口元）『通史日本の心理学』（北大路書房, 1997年）
- （青木孝悦・杉山憲司・二宮克美・越川房子）『性格心理学ハンドブック』（福村出版, 1998年）
- （やまだようこ・南博文）『カタログ現場・心理学――表現の冒険』（金子書房, 2001年）
- （無藤隆・南博文・やまだようこ・麻生武）『質的心理学――創造的に活用するコツ』（新曜社, 2004年）
- 『法と心理学のフロンティア』菅原郁夫,サトウタツヤ,黒沢香編　北大路書房　2005
- 『心理学総合事典』海保博之,楠見孝監修 岡市廣成,遠藤利彦,大渕憲一,小川俊樹共編　朝倉書店　2006
- 『社会と場所の経験』サトウタツヤ,南博文編　東京大学出版会　2008　質的心理学講座
- 『「対人援助学」キーワード集』望月昭,中村正,サトウタツヤ編著　晃洋書房　2009
- 『対人援助学の可能性 「助ける科学」の創造と展開』望月昭,サトウタツヤ,中村正,武藤崇編　福村出版　2010
- 『社会と向き合う心理学』サトウタツヤ,若林宏輔,木戸彩恵編　新曜社　2012
- 『心理学史』サトウタツヤ,鈴木朋子,荒川歩編著　学文社　2012　心理学のポイント・シリーズ
- 『TEMでわかる人生の径路 質的研究の新展開』安田裕子,サトウタツヤ編著　誠信書房　2012
- 『質的心理学ハンドブック』やまだようこ,麻生武, サトウタツヤ, 能智正博,秋田喜代美,矢守克也編  新曜社 2013
- 『傷痍軍人・リハビリテーション関係資料集成 第1-2巻 (制度・施策/医療・教育編)』サトウタツヤ,郡司淳編 六花出版 2014
- 『心理学スタンダード 学問する楽しさを知る』サトウタツヤ,北岡明佳,土田宣明編著 ミネルヴァ書房 2014
- 『心理学総合事典』海保博之,楠見孝監修,佐藤達哉,岡市廣成, 遠藤利彦,大渕憲一,小川俊樹編集 朝倉書店 2014
- 『傷痍軍人・リハビリテーション関係資料集成 第3-7巻 (手記・文芸作品編』サトウタツヤ,郡司淳編 六花出版 2015
- 『TEA 理論編 (複線径路等至性アプローチの基礎を学ぶ)』安田裕子,滑田明暢,福田茉莉, サトウタツヤ編 新曜社  2015 (ワードマップ)
- 『TEA 実践編 (複線径路等至性アプローチを活用する)』安田裕子,滑田明暢, 福田茉莉,サトウタツヤ編 新曜社 2015 (ワードマップ)

### 訳書
- J・A・ポップルストーン, M・W・マクファーソン『写真で読むアメリカ心理学のあゆみ』（新曜社, 2001年）
- ヤーン・ヴァルシナー『新しい文化心理学の構築 〈心と社会〉の中の文化』サトウタツヤ監訳 新曜社 2013